# 고른 별 다면체

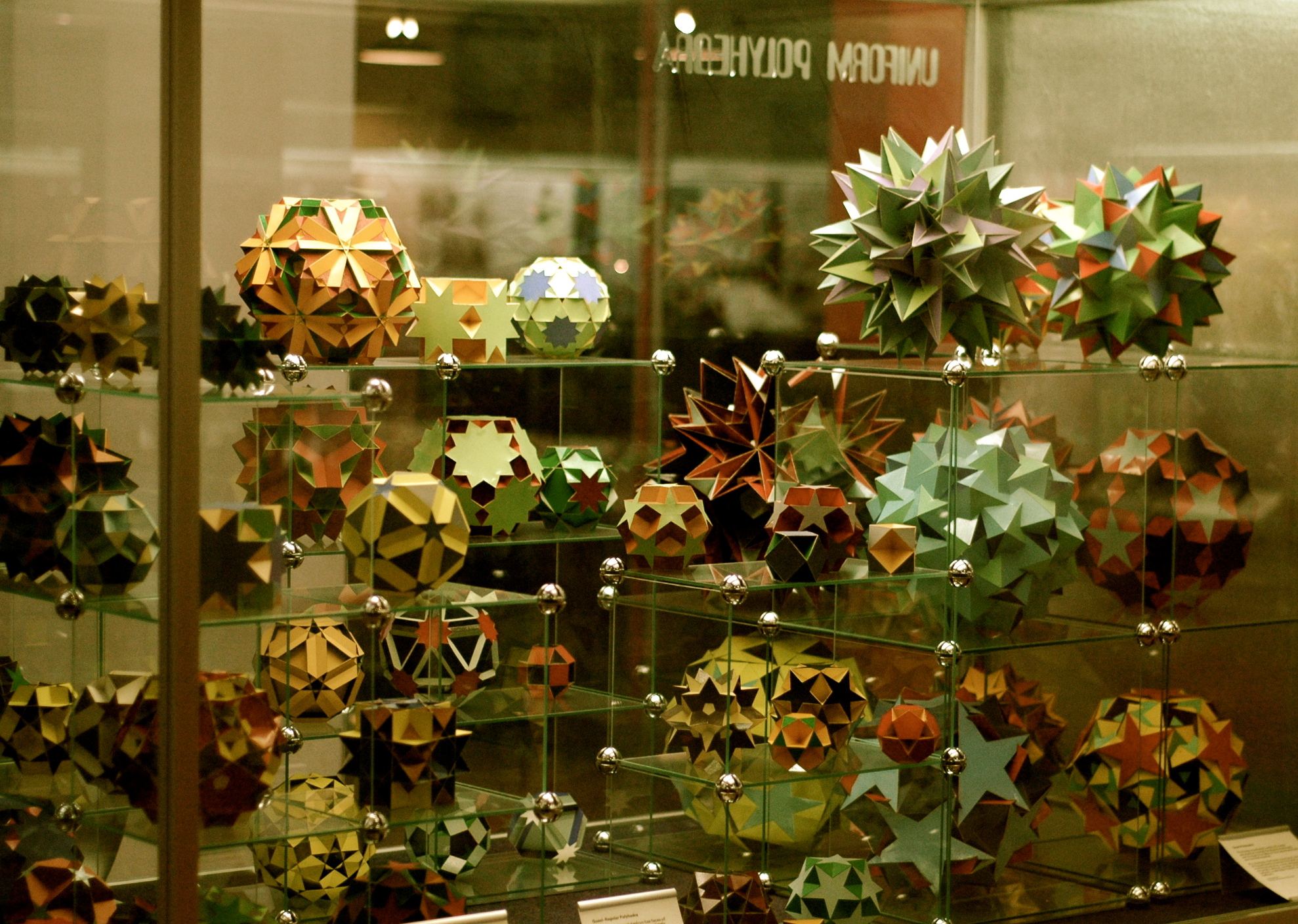
런던 과학 박물관에 전시된 고른 다면체

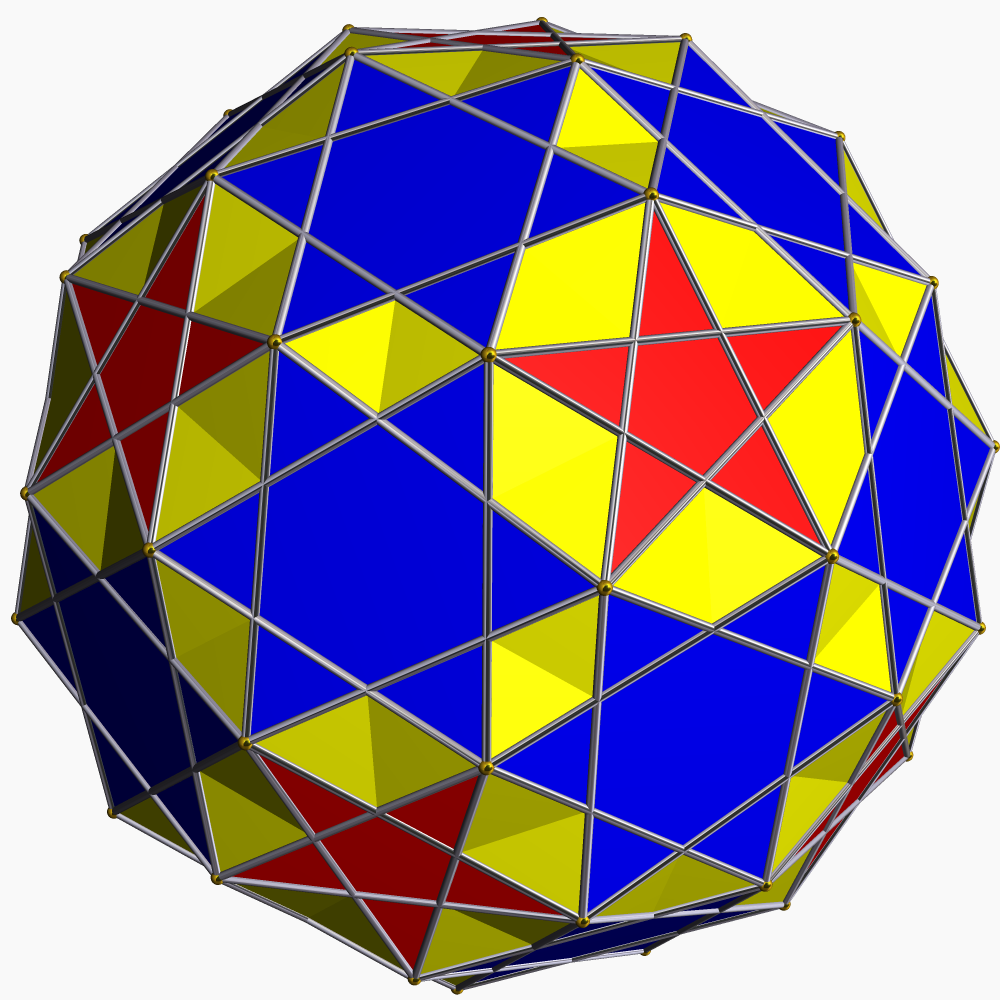
작은 다듬은 이십십이면체는 고른 별 다면체이며, 꼭짓점 도형은 이다.

기하학에서 고른 별 다면체(Uniform star polyhedron)는 자기 자신과 교차하는 고른 다면체이다. 이들은 자기 자신과 교차한다는 것을 암시하기 위해 볼록하지 않은 다면체라고도 불린다. 각 다면체는 별 다각형 면, 별 다각형 꼭짓점 도형, 또는 둘 다를 포함할 수 있다.
비기둥형 고른 별 다면체 57개는 케플러-푸앵소 다면체라 불리는 4개의 정다면체, 14개의 준정다면체, 그리고 39개의 반정다면체로 구성된다.
또한 두 개의 무한 집합인 고른 별 기둥과 고른 별 엇기둥이 있다.
(퇴화되지 않은) 별 다각형이 (1보다 큰 다각형 밀도를 가지는) 덮는 타일을 가진 원형 다각형에 해당하는 것처럼, 중심을 통과하지 않는 별 다면체는 1보다 큰 다포체 밀도를 가지며, 겹치는 타일을 가진 구면 다면체에 해당한다. 이러한 비기둥형 고른 별 다면체는 47개이다. 나머지 10개의 비기둥형 고른 별 다면체는 중심을 통과하는 것들로, 반다면체와 밀러의 괴물(Miller's monster)이며, 잘 정의된 밀도를 가지지 않는다.
볼록하지 않은 형태는 슈바르츠 삼각형으로 구성된다.
모든 고른 다면체는 아래에 대칭군별로, 그리고 꼭짓점 배치별로 하위 분류되어 나열되어 있다.
정다면체는 슐레플리 기호로 표시된다. 다른 비정규 고른 다면체는 꼭짓점 배치와 함께 나열된다.
또 다른 형상인 가장 큰 마름모육팔면체는 보통 진정한 고른 별 다포체로 포함되지 않는데, 정규적인 면으로 구성되어 있고 같은 꼭짓점을 가지고 있음에도 불구하고 그렇다.
참고: 아래의 볼록하지 않은 형태에 대해 추가적인 설명자 비고른은 볼록 폐포의 꼭짓점 배치가 이러한 것들 중 하나와 같은 위상을 가지지만, 비정규적인 면을 가질 때 사용된다. 예를 들어, 비고른 절두된 형태는 모서리 대신에 정사각형이 아닌 직사각형이 생성될 수 있다.

## 기둥형 대칭
기둥형 고른 다면체를 참조하라.

## 사면체 대칭

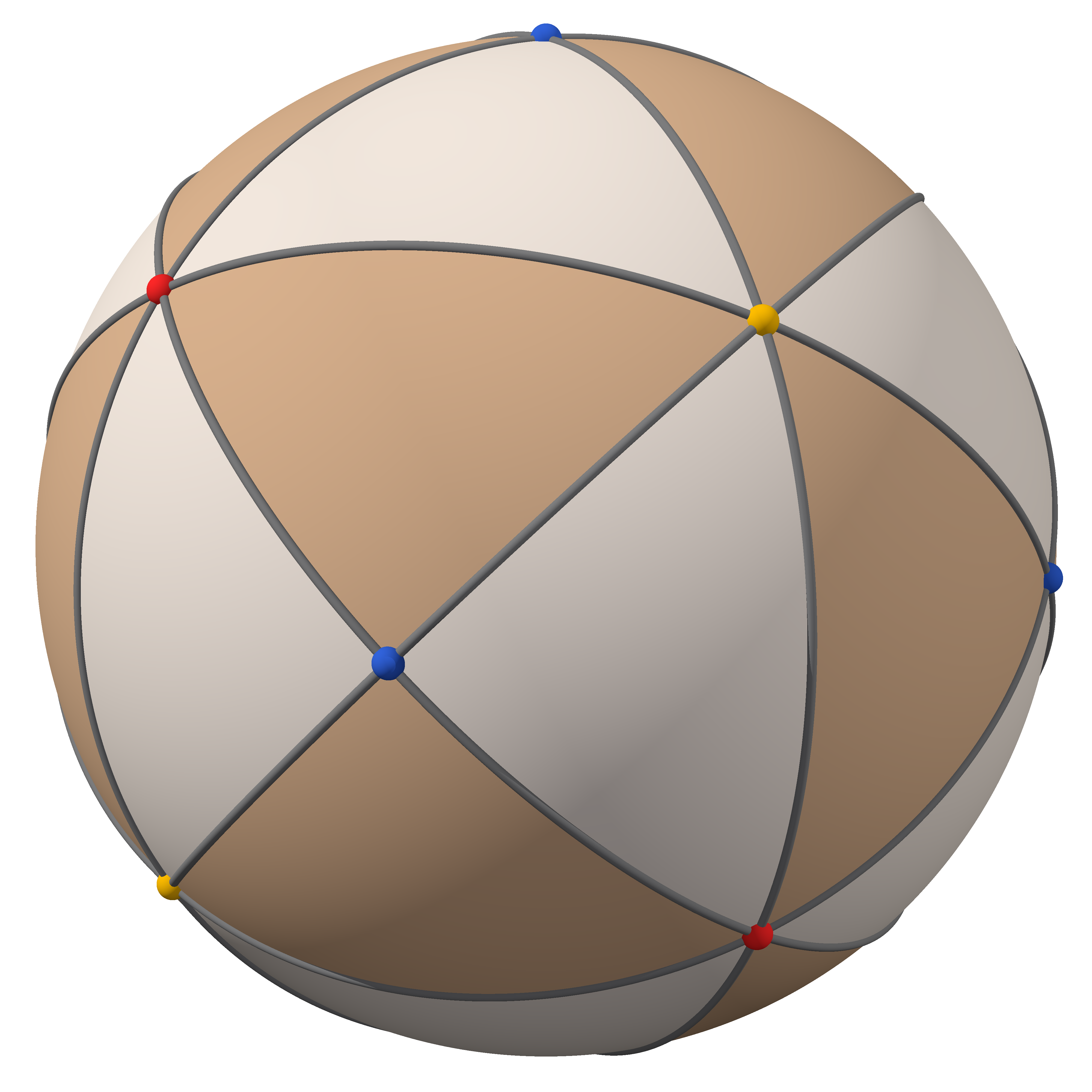
(3 3 2) 구면 삼각형

하나의 볼록하지 않은 형태인 사면반육면체가 사면체 대칭 (근본 영역 뫼비우스 삼각형 (3 3 2))을 가진다.
두 개의 슈바르츠 삼각형이 고유한 볼록하지 않은 고른 다면체를 생성한다: 하나는 직각 삼각형 (3⁄2 3 2)이고, 다른 하나는 일반 삼각형 (3⁄2 3 3)이다. 일반 삼각형 (3⁄2 3 3)은 팔면반팔면체를 생성하며, 이는 완전한 정팔면체 대칭과 함께 추가적으로 주어진다.
| 꼭짓점 배치 (볼록 폐포)                   | 볼록하지 않은 형태   | 볼록하지 않은 형태 |
| ----------------------------------------- | -------------------- | ------------------ |
| 사면체                                    |                      |                    |
| 정사면체 팔면체                           | 4.3⁄2.4.3 3⁄2 3 \| 2 |                    |
| 깎은 정사면체                             |                      |                    |
| Cantellated tetrahedron (육팔면체)        |                      |                    |
| Omnitruncated tetrahedron (깎은 정팔면체) |                      |                    |
| 다듬은 사면체 (이십면체)                  |                      |                    |

## 정팔면체 대칭

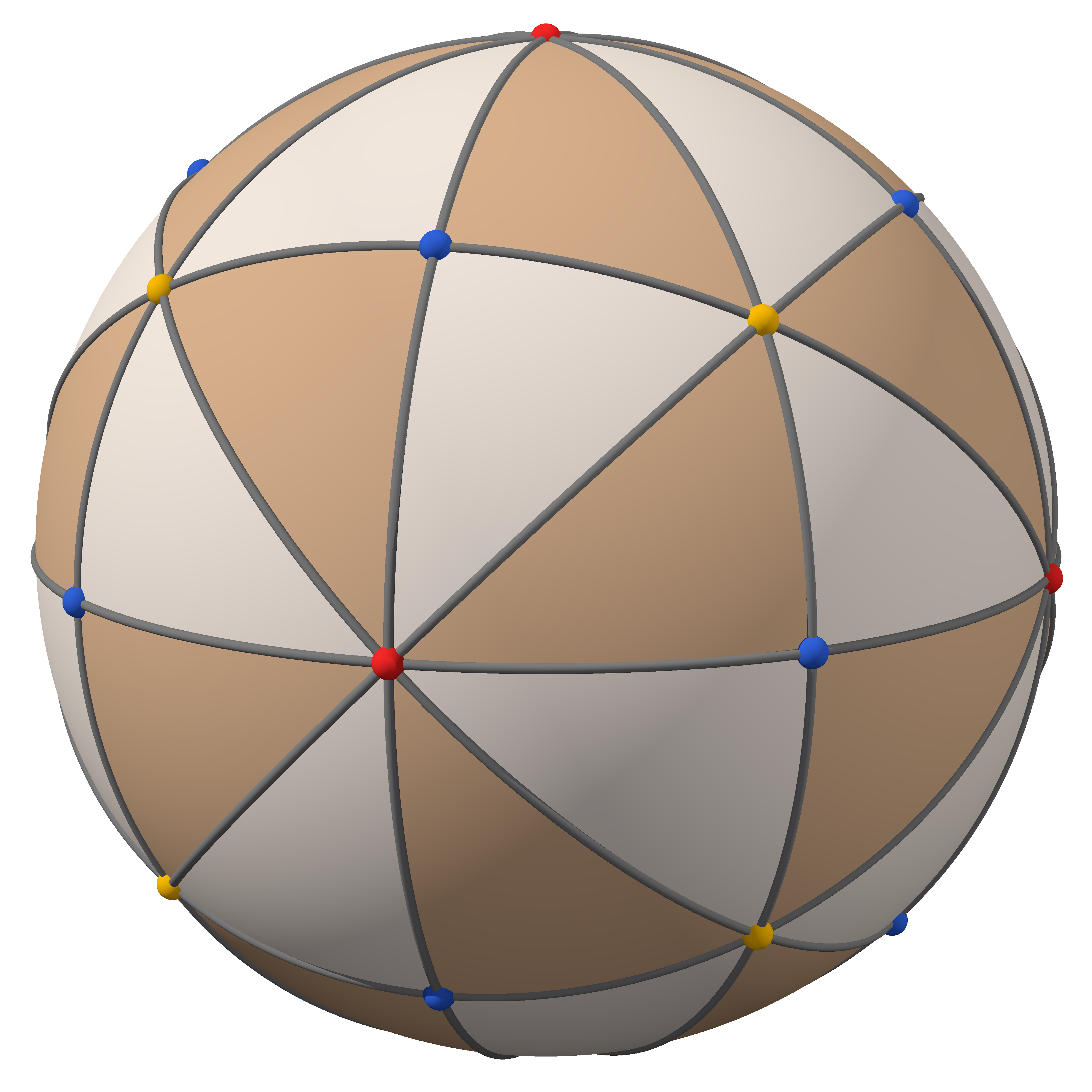
(4 3 2) 구면 삼각형

정팔면체 대칭 (근본 영역 뫼비우스 삼각형 (4 3 2))을 가진 8개의 볼록 형태와 10개의 볼록하지 않은 형태가 있다.
볼록하지 않은 형태를 생성하는 네 개의 슈바르츠 삼각형이 있다. 두 개의 직각 삼각형 (3⁄2 4 2) 및 (4⁄3 3 2)과 두 개의 일반 삼각형: (4⁄3 4 3), (3⁄2 4 4)이다.
| 꼭짓점 배치 (볼록 폐포) | 볼록하지 않은 형태               | 볼록하지 않은 형태     | 볼록하지 않은 형태   |
| ----------------------- | -------------------------------- | ---------------------- | -------------------- |
| 정육면체                |                                  |                        |                      |
| 팔면체                  |                                  |                        |                      |
| 육팔면체                | 6.4⁄3.6.4 4⁄3 4 \| 3             | 6.3⁄2.6.3 3⁄2 3 \| 3   |                      |
| 깎은 정육면체           | 4.8⁄3.4⁄3.8⁄5 2 4⁄3 (3⁄2 4⁄2) \| | 8⁄3.3.8⁄3.4 3 4 \| 4⁄3 | 4.3⁄2.4.4 3⁄2 4 \| 2 |
| 깎은 정팔면체           |                                  |                        |                      |
| 마름모육팔면체          | 4.8.4⁄3.8⁄7 2 4 (3⁄2 4⁄2) \|     | 8.3⁄2.8.4 3⁄2 4 \| 4   | 8⁄3.8⁄3.3 2 3 \| 4⁄3 |
| 비고른 깎은 육팔면체    | 4.6.8⁄3 2 3 4⁄3 \|               |                        |                      |
| 비고른 깎은 육팔면체    | 8⁄3.6.8 3 4 4⁄3 \|               |                        |                      |
| 다듬은 정육면체         |                                  |                        |                      |

## 이십면체 대칭

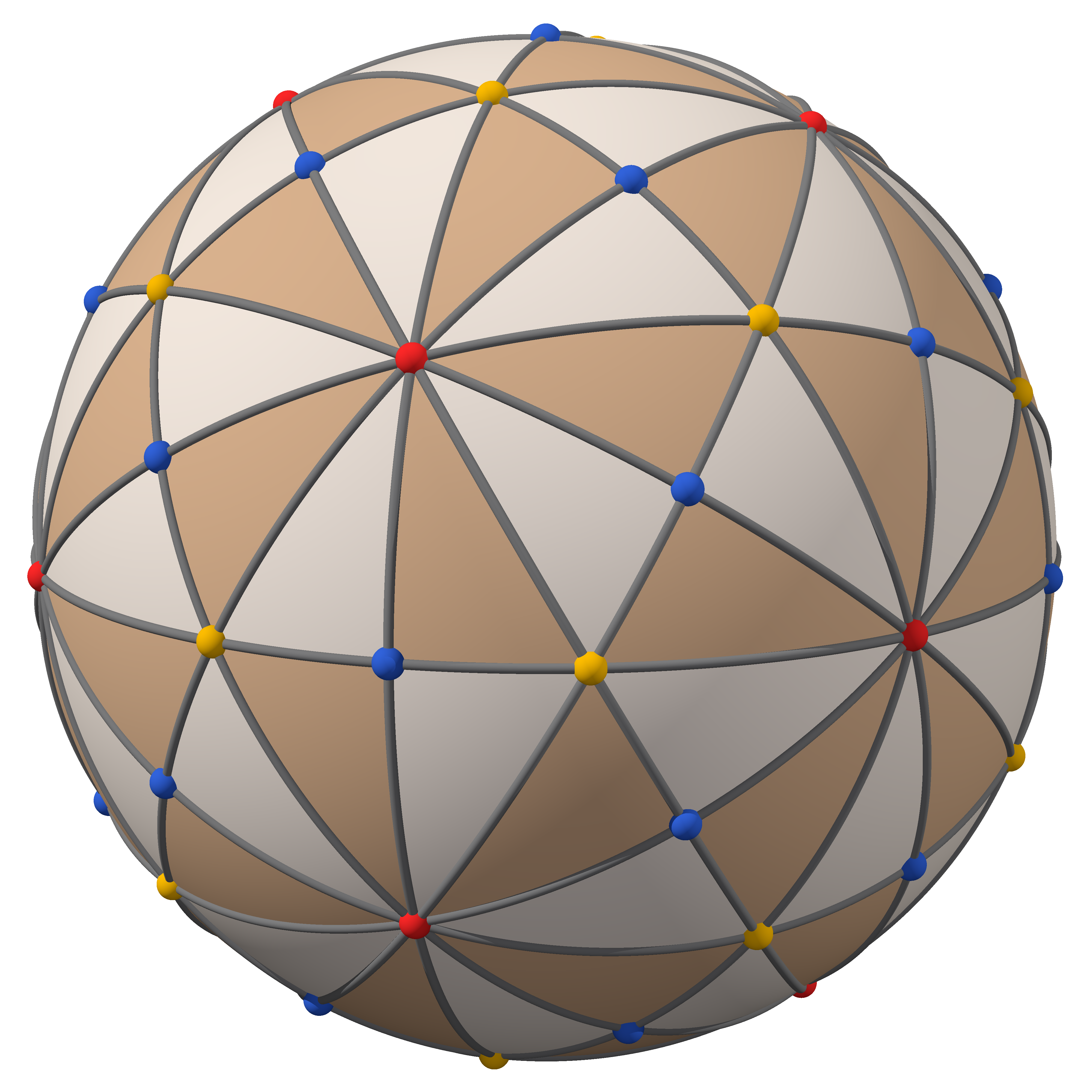
(5 3 2) 구면 삼각형

이십면체 대칭 (근본 영역 뫼비우스 삼각형 (5 3 2))을 가진 8개의 볼록 형태와 46개의 볼록하지 않은 형태가 있다 (Skilling's figure를 포함하면 47개). 일부 볼록하지 않은 다듬은 형태는 반사적인 꼭짓점 대칭을 가진다.
| 꼭짓점 배치 (볼록 폐포)   | 볼록하지 않은 형태                     | 볼록하지 않은 형태             | 볼록하지 않은 형태                 | 볼록하지 않은 형태                 | 볼록하지 않은 형태         | 볼록하지 않은 형태      | 볼록하지 않은 형태       | 볼록하지 않은 형태   |
| ------------------------- | -------------------------------------- | ------------------------------ | ---------------------------------- | ---------------------------------- | -------------------------- | ----------------------- | ------------------------ | -------------------- |
| 이십면체                  | {5,5⁄2}                                | {5⁄2,5}                        | {3,5⁄2}                            |                                    |                            |                         |                          |                      |
| 비고른 깎은 정이십면체    | 10.10.5⁄2 2 5⁄2 \| 5                   | 3.10⁄3.5⁄2.10⁄7 5⁄2 3 \| 5⁄3   | 3.4.5⁄3.4 5⁄3 3 \| 2               | 4.10⁄3.4⁄3.10⁄7 2 5⁄3 (3⁄2 5⁄4) \| |                            |                         |                          |                      |
| 비고른 깎은 정이십면체    | 4.5⁄2.4.5 5⁄2 5 \| 2                   | 5.6.5⁄3.6 5⁄3 5 \| 3           | 4.6.4⁄3.6⁄5 2 3 (5⁄4 5⁄2) \|       |                                    |                            |                         |                          |                      |
| 비고른 깎은 정이십면체    | 35.5⁄2 \| 5⁄2 3 3                      |                                |                                    |                                    |                            |                         |                          |                      |
| 십이이십면체              | 3.10.3⁄2.10 3⁄2 3 \| 5                 | 5.10.5⁄4.10 5⁄4 5 \| 5         | 3.5⁄2.3.5⁄2 2 \| 3 5⁄2             | 5⁄2.10⁄3.5⁄3.10⁄3 5⁄3 5⁄2 \| 5⁄3   | 3.10⁄3.3⁄2.10⁄3 3 3 \| 5⁄3 | 5.5⁄2.5.5⁄2 2 \| 5 5⁄2  | 6.5⁄2.6.5⁄3 5⁄3 5⁄2 \| 3 | 5.6.5⁄4.6 5⁄4 5 \| 3 |
| 깎은 정십이면체           | 3.10⁄3.5.10⁄3 3 5 \| 5⁄3               | 5.6.3⁄2.6 3⁄2 5 \| 3           | 6.10⁄3.6⁄5.10⁄7 3 5⁄3 (3⁄2 5⁄2) \| |                                    |                            |                         |                          |                      |
| 비고른 깎은 정십이면체    | (35.5⁄3)/2 \| 3⁄2 3⁄2 5⁄2              |                                |                                    |                                    |                            |                         |                          |                      |
| 십이면체                  | {5⁄2,3}                                | (3.5⁄2)3 3 \| 5⁄2 3            | (5.5⁄3)3 3 \| 5⁄3 5                | ((3.5)3)/2 3⁄2 \| 3 5              |                            |                         |                          |                      |
| 마름모십이이십면체        | 5.10.3⁄2.10 3⁄2 5 \| 5                 | 4.10.4⁄3.10⁄9 2 5 (3⁄2 5⁄2) \| | 5.10⁄3.10⁄3 2 5 \| 5⁄3             |                                    |                            |                         |                          |                      |
| 비고른 마름모십이이십면체 | 6.6.5⁄2 2 5⁄2 \| 3                     |                                |                                    |                                    |                            |                         |                          |                      |
| 비고른 마름모십이이십면체 | 6.5⁄2.6.3 5⁄2 3 \| 3                   | 3.10.5⁄3.10 5⁄3 3 \| 5         | 6.10.6⁄5.10⁄9 3 5 (3⁄2 5⁄4) \|     | 3.10⁄3.10⁄3 2 3 \| 5⁄3             |                            |                         |                          |                      |
| 비고른 마름모십이이십면체 | 4.5⁄3.4.3.4.5⁄2.4.3⁄2 \| 3⁄2 5⁄3 3 5⁄2 | 3.3.3.5⁄2.3.5⁄3 \| 5⁄3 5⁄2 3   | 스키링의 형태 (아래 참조)          |                                    |                            |                         |                          |                      |
| 비고른 깎은 십이이십면체  | 6.10.10⁄3 3 5 5⁄3 \|                   |                                |                                    |                                    |                            |                         |                          |                      |
| 비고른 깎은 십이이십면체  | 4.10⁄9.10⁄3 2 5 5⁄3 \|                 |                                |                                    |                                    |                            |                         |                          |                      |
| 비고른 깎은 십이이십면체  | 4.6.10⁄3 2 3 5⁄3 \|                    |                                |                                    |                                    |                            |                         |                          |                      |
| 비고른 다듬은 정십이면체  | 3.3.5⁄2.3.5 \| 2 5⁄2 5                 | 3.3.3.5.3.5⁄3 \| 5⁄3 3 5       | 34.5⁄2 \| 2 5⁄2 3                  | 34.5⁄3 \| 5⁄3 2 3                  | 3.3.5.3.5⁄3 \| 5⁄3 2 5     | (34.5⁄2)/2 \| 3⁄2 5⁄3 2 |                          |                      |

## 퇴화된 경우
콕서터는 와이토프 구성법을 통해 여러 퇴화된 별 다면체를 식별했는데, 이는 겹치는 모서리나 꼭짓점을 포함한다. 이러한 퇴화된 형태는 다음과 같다.
- 작은 복합 이십십이면체
- 큰 복합 이십십이면체
- 작은 복합 마름모십이이십면체
- 큰 복합 마름모십이이십면체
- 복합 마름모십이십이면체

### 스키링의 형태
또 다른 볼록하지 않은 퇴화 다면체는 가장 큰 역다듬은 마름모십이이십면체이며, 스키링의 형태라고도 알려져 있다. 이는 꼭짓점은 고르지만, 일부 모서리에서 네 면이 만나는 공간에서 일치하는 모서리 쌍을 가진다. 이중 모서리로 인해 고른 다면체보다는 퇴화된 고른 다면체로 간주된다. Ih 대칭을 가진다.

## 같이 보기
- 별 모양의 정다각형
- 고른 다면체 목록
- 슈바르츠 삼각형별 고른 다면체 목록